# Gáspár Cecília
Gáspár Cecília, férjezett neve Juric Cecília (Budapest, 1984. szeptember 11. – 2024. szeptember 9. vagy előtte) válogatott magyar labdarúgó, hátvéd.

## Pályafutása

### Klubcsapatban
2007-ig a Femina labdarúgója volt. 2007-ben külföldre szerződött. Először a cseh 1. FC Brno csapatában játszott egy idényt. 2008-ban Németországba szerződött. Itt első klubja a TSV Crailsheim volt.
Egy idény után innen is eligazolt az SG Essen-Schönebeck együtteséhez. 2010 januárjában, idény közben az ETSV Würzburg játékosa lett.

### A válogatottban
2005 és 2011 között 28 alkalommal szerepelt a válogatottban.

## Sikerei, díjai
- Magyar bajnokság
  - bajnok: 2005–06, 2006–07, 2007–08

## Statisztika

### Mérkőzései a válogatottban
| Magyarország | Magyarország         | Magyarország                      | Magyarország        | Magyarország | Magyarország        | Magyarország | Magyarország | Magyarország |
| #            | Dátum                | Helyszín                          | Hazai               | Eredmény     | Vendég              | Kiírás       | Gólok        | Esemény      |
| ------------ | -------------------- | --------------------------------- | ------------------- | ------------ | ------------------- | ------------ | ------------ | ------------ |
| 1.           | 2005. május 24.      | Zalaegerszeg                      | Magyarország        | 2 – 0        | Szlovénia           | barátságos   | -            | 78'          |
| 2.           | 2005. október 27.    | Tapolca                           | Magyarország        | 0 – 13       | Anglia              | vb-selejtező | -            | 18'          |
| 3.           | 2005. november 9.    | Blois                             | Franciaország       | 2 – 0        | Magyarország        | vb-selejtező | -            |              |
| 4.           | 2006. március 8.     | Győr                              | Magyarország        | 1 – 0        | Szlovákia           | barátságos   | -            |              |
| 5.           | 2006. március 25.    | Zalaegerszeg, Andráshidai stadion | Magyarország        | 0 – 5        | Hollandia           | vb-selejtező | -            |              |
| 6.           | 2006. április 22.    | Dunaújváros, Dunaferr stadion     | Magyarország        | 0 – 5        | Franciaország       | vb-selejtező | -            |              |
| 7.           | 2006. május 11.      | Southampton                       | Anglia              | 2 – 0        | Magyarország        | vb-selejtező | -            |              |
| 8.           | 2006. augusztus 26.  | Bruck an der Leitha               | Ausztria            | 1 – 1        | Magyarország        | vb-selejtező | -            |              |
| 9.           | 2006. szeptember 24. | Zwolle                            | Hollandia           | 4 – 0        | Magyarország        | vb-selejtező | -            | 59'          |
| 10.          | 2007. március 14.    | Szenc                             | Szlovákia           | 2 – 3        | Magyarország        | barátságos   | -            | 55'          |
| 11.          | 2007. március 15.    | Győr, Integrál-DAC pálya          | Magyarország        | 3 – 1        | Szlovákia           | barátságos   | -            | 46'          |
| 12.          | 2007. április 1.     | Dublin, Tolka Park                | Írország            | 2 – 1        | Magyarország        | Eb-selejtező | -            |              |
| 13.          | 2007. június 20.     | Karlstad, Tingvalla Stadion       | Svédország          | 7 – 0        | Magyarország        | Eb-selejtező | -            |              |
| 14.          | 2007. szeptember 5.  | Vuhan                             | Kína                | 4 – 0        | Magyarország        | barátságos   | -            | 46'          |
| 15.          | 2007. október 21.    | Bük                               | Magyarország        | 2 – 2        | Szlovénia           | barátságos   | -            | 46'          |
| 16.          | 2008. április 23.    | Miskolc, DVTK-stadion             | Magyarország        | 0 – 2        | Írország            | Eb-selejtező | -            | 65'          |
| 17.          | 2008. május 3.       | Székesfehérvár, Sóstói Stadion    | Magyarország        | 0 – 6        | Svédország          | Eb-selejtező | -            | 81'          |
| 18.          | 2008. május 28.      | Arad, Városi Stadion              | Románia             | 3 – 1        | Magyarország        | Eb-selejtező | -            | 83'          |
| 19.          | 2008. október 2.     | Montereale Valcellina             | Olaszország         | 3 – 0        | Magyarország        | Eb-selejtező | -            |              |
| 20.          | 2009. június 3.      | Ptuj                              | Szlovénia           | 2 – 5        | Magyarország        | barátságos   | -            | 68'          |
|              | 2009. június 30.     | Belgrád (SRB)                     | Franciaország       | 3 – 0        | Magyarország        | Universiade  | -            |              |
|              | 2009. július 2.      | Belgrád (SRB)                     | Magyarország        | 2 – 3        | Írország            | Universiade  | -            |              |
|              | 2009. július 4.      | Belgrád (SRB)                     | Magyarország        | 1 – 1        | Japán               | Universiade  | -            |              |
|              | 2009. július 6.      | Belgrád                           | Szerbia             | 5 – 0        | Magyarország        | Universiade  | -            |              |
| 21.          | 2009. szeptember 19. | Szarajevó                         | Bosznia-Hercegovina | 0 – 2        | Magyarország        | vb-selejtező | -            | 65'          |
| 22.          | 2009. szeptember 24. | Sopron                            | Magyarország        | 4 – 2        | Lengyelország       | vb-selejtező | -            | 46'          |
| 23.          | 2009. november 14.   | Sopron                            | Magyarország        | 1 – 1        | Ukrajna             | vb-selejtező | -            |              |
| 24.          | 2010. február 23.    | Hódmezővásárhely                  | Magyarország        | 1 – 0        | Szerbia             | barátságos   | -            | 46'          |
| 25.          | 2010. március 9.     | Telki                             | Magyarország        | 1 – 1        | Szlovákia           | barátságos   | -            |              |
| 26.          | 2010. március 11.    | Szenc                             | Szlovákia           | 1 – 1        | Magyarország        | barátságos   | -            | 62'          |
| 27.          | 2010. március 31.    | Sopron                            | Magyarország        | 2 – 0        | Bosznia-Hercegovina | vb-selejtező | -            | 69'          |
| 28.          | 2011. június 7.      | Telki                             | Magyarország        | 0 – 1        | Kanada              | barátságos   | -            | 64'          |
|              | Összesen             |                                   |                     | 28           | mérkőzés            |              | 0            | gól          |